# Да Гама, Оуэн
Оуэн Да Гама (англ. Owen Da Gama; 18 августа 1961, Волксруст) — южноафриканский футболист, выступавший на позиции нападающего и футбольный тренер. По состоянию на 2016 год тренирует олимпийскую сборную ЮАР.

## Карьера

### Карьера игрока
Начинал свою карьеру в южноафриканских командах. В 1984 году при содействии датского футбольного агента Кая Йохансена, ранее игравшего в ЮАР, футболист заключил контракт с бельгийским «Беерсхотом», но спустя сезон, после смены тренера в клубе, покинул его.
В 1985 году присоединился к воссозданному клубу «Дерри Сити», который в том сезоне впервые участвовал в первом дивизионе Ирландии. В составе клуба футболист стал победителем Кубка первого дивизиона в сезоне 1985/86 и победителем первенства в сезоне 1986/87, а в следующем сезоне вместе с клубом выступал в высшем дивизионе. В сезоне 1985/86 был признан лучшим игроком первого дивизиона Ирландии. Всего за три сезона сыграл во всех турнирах 79 матчей и забил 50 голов. В своём единственном сезоне в высшем дивизионе забил 10 голов, в том числе 11 октября 1987 года отличился хет-триком в ворота «Лимерика».
Покинув «Дерри Сити», Да Гама пытался устроиться в испанский клуб «Фигерас», но ему отказали в рабочей визе из-за санкций против ЮАР. После этого игроку пришлось вернуться на родину, где он присоединился к аутсайдеру чемпионата «Лидс Юнайтед» из Дурбана. Через короткое время перешёл в «Морока Свэллоуз», в его составе выиграл Кубок ЮАР в 1989 году, в финальном матче против «Мамелоди Сандаунс» (5:1) забил два гола.
В 1990 году перешёл в «Дайнамоз» и через год завершил игровую карьеру из-за травмы колена.

### Карьера тренера
После окончания карьеры игрока, перешёл на тренерскую работу в клубе «Дайнамоз». В 1992 году в первый раз назначен главным тренером, в 1996 году повторно занял эту должность и под его руководством команда вышла из первого дивизиона в высший, но в следующем сезоне вылетела обратно. В 1998 году тренер возглавил новосозданный клуб «Силвер Старс» и вывел его из третьего дивизиона во второй, затем работал с ещё одним клубом третьего дивизиона «ПСМ Паркхёрст».
В 2000 году вернулся в предыдущий клуб, переименованный в «Платинум Старс» и работал с ним в течение семи лет. В сезоне 2002/03 клуб вышел в высший дивизион, в этом же сезоне выбил из Кубка ЮАР на ранней стадии один из сильнейших клубов страны «Орландо Пайретс». В 2006 году клуб выиграл Кубок Лиги, а Да Гама был признан лучшим тренером сезона. На следующий год «Платинум Старс» под руководством Да Гамы завоевал серебряные медали чемпионата и получил право играть в Лиге чемпионов Африки.
В сентябре 2007 года возглавил «Орландо Пайретс», шедший в конце турнирной таблицы после шести туров, и к концу сезона поднял клуб на восьмое место. По окончании сезона тренер покинул клуб. Затем несколько месяцев работал главным тренером «Фри Стэйт Старс». В декабре 2008 года назначен тренером «Блумфонтейн Селтик» и помог клубу избежать вылета из высшего дивизиона, на следующий год команда финишировала шестой. В июле 2010 года покинул клуб.
В 2010 году тренер в очередной раз вернулся в «Платинум Старс» и работал с ним в течение двух лет, но на этот раз без особых успехов. В марте 2012 года Да Гаму обвинили в том, что он берёт деньги с игроков за включение в состав, после этого руководство клуба отправило тренера в отставку. В ноябре 2012 года назначен тренером своего бывшего клуба «Дайнамоз», выступавшего в первом дивизионе, но проработал там всего четыре месяца.
С 2014 года работает в тренерском штабе сборной ЮАР и возглавляет олимпийскую сборную страны.

## Личная жизнь
По словам самого Оуэна Да Гамы, он является потомком Васко да Гамы в 14-м поколении, через сына великого мореплавателя — Эммануила, жившего в Мозамбике.